# Borowski Las
Borowski Las (niem. Borowerwald, 1938–1945 Prauskenwalde) – wieś w Polsce położona w województwie warmińsko-mazurskim, w powiecie mrągowskim, w gminie Sorkwity. W latach 1975–1998 miejscowość administracyjnie należała do województwa olsztyńskiego.

## Części wsi
| SIMC    | Nazwa         | Rodzaj     |
| ------- | ------------- | ---------- |
| 0487864 | Wola Maradzka | przysiółek |

## Historia
Wieś powstała w drugiej połowie XIX w. w formie zabudowy kolonijnej, w tak zwanym Zakątku Maradzkim. Wcześniej była tu gajówka, wymieniania w dokumentach w 1838 r. Później na tak zwanych nowiznach powstały gospodarstwa o powierzchni od 5 do 15 ha. We wsi była jednoklasowa szkoła, założona przed 1900 r. W 1935 r. uczyło się w niej 43 dzieci. W 1938 r. ówczesne niemieckie władze, w ramach akcji germanizacyjnej, zmieniły urzędową nazwę wsi z Borowerwald na Prauskenwalde. W 1939 r. liczbę mieszkańców podano razem z wsią Borowe (łącznie było 498 osób).
W 1973 r. była to wieś sołecka, a do sołectwa należała jeszcze osada Wola Maradzka.